# Casa de Las Rejas (Madrid)
La Casa de las Rejas es un inmueble de Madrid, un ejemplo de arquitectura barroca del siglo XVII, que acoge desde 1980 la Escuela Superior de Conservación y Restauración de Bienes Culturales de Madrid (ESCRBC).

## Historia
Se desconoce los primeros propietarios o quienes construyeron este edificio, aunque la casa ya aparece en el plano de Pedro Teixeira de 1656. En ese siglo XVII la calle en la que está sita el edificio ya se llamaba Calle de las Rejas, por las rejas características del mismo (hoy es la calle Guillermo Roland). 
Entre los inquilinos de la casa, han vivido en ella Juan de Ciriza, secretario de Felipe III y presidente del Consejo de Estado, y en el siglo XIX vivió y murió en ella Francisco Martínez de la Rosa, presidente del Consejo de Ministros.
En la década de 1970 quedó deshabitada, sufrió algún incendio y amenazó ruina, pero la adquirió el Ministerio de Educación y Ciencia, que lo rehabilitó e instaló allí la Escuela de Artes Aplicadas a la Restauración, antecedente de la Escuela Superior de Conservación y Restauración de Bienes Culturales posterior.